# Im Oberdorf 9 (Castell)

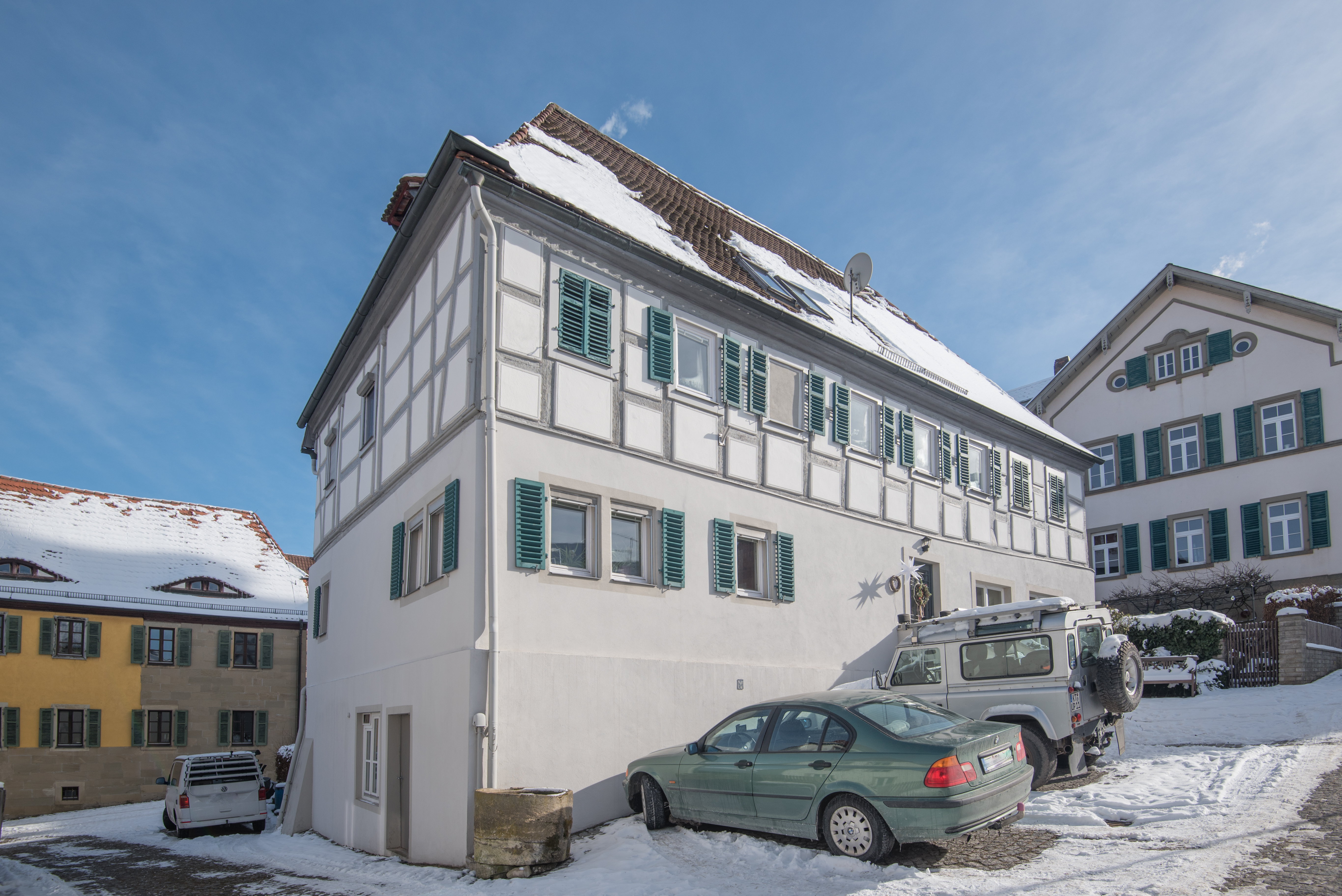
Haus Im Oberdorf 9

Das Haus Im Oberdorf 9 (früher Hausnummer 19) ist ein denkmalgeschütztes Gebäude in Castell im unterfränkischen Landkreis Kitzingen. Im Haus war bis ins Jahr 1764 das sogenannte Alte Amtshaus der Grafschaft Castell untergebracht.

## Geschichte
Bereits im 17. Jahrhundert bestand auf dem Grundstück im Casteller Oberdorf ein Haus. Am 23. April 1612 kauften die Grafen zu Castell das Haus von den Erben des Andreas Stumpf für 600 Gulden. Das Anwesen bestand zu diesem Zeitpunkt aus einer Hofreite, einem Keller, einer Scheune und mehreren Ställen. Außerdem war eine Kelter im Keller aufgestellt. In den folgenden Jahren richtete man hier das Amtshaus ein, das urkundlich erstmals im Jahr 1617 genannt wurde. Hier lebte und arbeitete bis 1764 der gräfliche Amtmann, ehe er in der Bergstraße 5 ein neues Amtshaus bezog.
Durch Kauf gelangte das Haus dann 1764 an den Kronenwirt Leonhard Göllner, allerdings tauschte die Herrschaft das Gebäude im Jahr 1773 gegen das Haus Nr. 50. Im Jahr 1824 war das Haus ohne Kenntnis der Quellen an den Weinhändler Johann Ludwig Lindner übergegangen. Ihm folgte der Handelsmann Andreas Bärthlein aus Rothenburg ob der Tauber nach. Bärthlein ließ auf seinem Grundstück eine Durchfahrtsstraße errichten, sodass das Grundstück zweigeteilt wurde. Zwischen 1865 und 1881 ist Bärthleins Schwiegersohn Michael Hofmann als Eigentümer nachweisbar. Er arbeitete ebenfalls als Handelsmann.
In den Jahren bis 1895 wurde im Haus durch den Schreiner und Krämer Martin Rauschert ein Betrieb eingerichtet. Ihm folgte der aus Kälberfeld stammende Friedrich Stecher nach. Durch Erbschaft gelangte es an Elise Seufert, geborene Schmidt, die hier mit ihrem Ehemann Heinrich Seufert einzog. Seufert übernahm nach dem Zweiten Weltkrieg für kurze Zeit die Amtsgeschäfte des 1. Bürgermeisters von Castell. Bereits 1938 war ein Lagerraum für das Tünchergeschäft Seuferts angebaut worden.
Im Jahr 1959 entstand eine Tankstelle unterhalb des Wohnhauses. 1962 wurde das Gebäude umgebaut und eine Garage errichtet. Bei der Renovierung verschwand das Wappen der Grafen zu Castell, das an die Vergangenheit als Amtshaus erinnerte. Zwischen 1973 und 1976 war in den Räumlichkeiten ein Kolonialwarenladen untergebracht, der von Maria Hartmann, geborene Seufert betrieben wurde. Seitdem wird das Haus als reines Wohnhaus genutzt. Hierzu wurden mehrere Umbauten vorgenommen. Das Bayerische Landesamt für Denkmalpflege führt das Haus als Baudenkmal.

## Beschreibung
Das Haus präsentiert sich als zweigeschossiger Mansarddachbau, wie es mehrere im Casteller Oberdorf gibt. Während das Untergeschoss in Massivbauweise errichtet wurde, entstand das Obergeschoss als Fachwerkbau. Ursprünglich verputzt, ist das Fachwerk heute sichtbar. Unterhalb des Anwesens erstreckt sich ein Gewölbekeller, der für die Lagerung der Naturalabgaben an die Herrschaft entstand. Das Haus, insbesondere die Fenstergewände, wurden durch verschiedene Einbauten stark verändert. 